# Трамваї в Гуанчжоу
Трамваї в Гуанчжоу — трамвайна система в місті Гуанчжоу, провінція Гуандун, КНР. На даний момент діє один маршрут між Кантонською Вежею та Ваньшенвей, вздовж північного узбережжя острова Хайчжу.

## Маршрути
Перша ділянка маршруту трамваю Хайчжу було відкрито 31 грудня 2014 року. В планах відкриття ще шести трамвайних маршрутів (Луоган, Хуаду, трамвай станції Гуанчжоунань, трамвай Міжнародного фінансового міста, а також маршрути Дзенчен Баєтань).

## Маршрут Хайчжу
Початок маршруту Нового кільцевого трамваю острова Хайчжу, лінія THZ1, або YoungTram розташований на станції «Кантонська вежа» метрополітену Гуанчжоу, а інша кінцева зупинка розташована на сході міста на станції Ваншенвей.
Зупинки трамвая наступні: Кантонська Вежа, Кантонська Вежа-Схід, Міст Лєде-Південь, Паті Чжан, Нанфен, Кантонський ярмарковий комплекс-Захід, Кантонський ярмарковий комплекс-Центр, Кантонський ярмарковий комплекс-Схід, Міст Пачжоу-Південь, Пагода Пачжоу, Ваншенвей. Всього 10 зупинок; протяжність маршруту складає 7,7 км.